# Henry F. Phillips

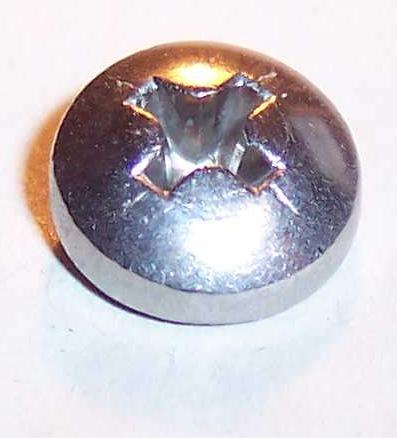
Schraubenkopf mit Phillips-Kreuzschlitz

Henry F. Phillips (* 1889; † 1958) war ein US-amerikanischer Geschäftsmann aus Portland, Oregon, der dem Erfinder J. P. Thompson im Jahre 1935 das Patent für den heute allgemein als Kreuz- oder Phillips-Schraube bekannten Schraubentyp abkaufte. Phillips modifizierte die Erfindung und gewann industrielle Hersteller für den Einsatz der Schraube. Der Schraubentyp ist heute weltweit verbreitet und trägt seinen Namen. Nachdem das Design der Schraube häufig kopiert worden war, verlor Phillips 1949 sein Patent.